# Den mystiske Nonne
Den mystiske Nonne (originaltitel Bobbed Hair) er en amerikansk stumfilm fra 1925 instrueret af Alan Crosland.

## Medvirkende
- Marie Prevost som Connemara Moore
- Kenneth Harlan som David Lacy
- Louise Fazenda som Sweetie
- John Roche som Saltonstall Adams
- Emily Fitzroy som Celimena Moore
- Reed Howes som Bingham Carrington
- Pat Hartigan som Swede